# Martín Fabro
Pour les articles homonymes, voir Fabro (homonymie).
Martín Fabro, né le 19 avril 1985, est un footballeur argentin, évoluant au poste de milieu offensif gauche.

## Biographie
Il commence sa carrière professionnelle en 2002 en Argentine, avec le club de première division du CA Independiente. Il joue avec ce club jusqu'en 2006. 
Le 14 mars 2007, il signe un contrat d'un an avec l'Impact de Montréal. Il marque 2 buts lors de ses 4 premiers matchs avec l'Impact. Le 30 juillet 2007, il est libéré par l'Impact de Montréal.
Il retourne alors en Argentine pour évoluer avec les clubs de Godoy Cruz et du Deportivo Merlo.
En 2010, il joue brièvement dans le championnat d'Équateur, avec le club du CD Olmedo. Il joue 17 matchs en première division avec ce club.
Martín Fabro retourne ensuite jouer dans son pays natal. En 2013-2014, il inscrit 12 buts en deuxième division argentine avec l'équipe du Brown de Adrogué.